# Серебро (геральдика)
Серебро́ (фр. и англ. Argent) — один из двух геральдических металлов, традиционное название для белого цвета в геральдике. В геральдической литературе именуется также «серебряный».

## Особенности
В гербах принцев выражается термином «lune», в гербах пэров — «perle», во всех прочих «argent».
В гербах использовалось собственно серебро или иной белый металл, а также «серебряная» или белая краска. Если желали подчеркнуть, что гербовая фигура «живая», то при блазонировании особо оговаривали, что применяется «белый» как самостоятельный цвет.

## Шраффировка
Графически в чёрно-белом варианте цвет обозначается неокрашенным полем. Также может передаваться аббревиатурой a.,  A.,  ar., Arg. или arg. и S (от silber или silver), рус. сер. В наиболее древних, дошедших до нас документов, серебро обозначалось буквой "А" или в виде зодиакального символа луны.

## Символика цвета
Серебро —  второй по благородству среди всех металлов и цветов, используемых в геральдике. Оно олицетворяет Луну и её ночное сияние, холодное и чистое, как прозрачная вода. В геральдике традиционно символизирует такие качества и понятия, как: невинность, непорочность, милосердие, мудрость, благородство, безмятежную радость, девственность, чистоту, откровенность, надежду, правдивость, честность, чистосердечность, искренность, правдивость, единодушие, младшую ветвь рода.
Некоторые английские специалисты по геральдике в описание гербов пэров называют серебро "жемчугом" (pearl), а при составлении гербов королей и принцев применяют термин Луна (luna). Если щит полностью серебряный, то он символизирует мир, душевное спокойствие, умиротворение, удовлетворённость скромным и уединённым сосуществованием, безмятежную и счастливую любовь. Гвельфы считали серебряный и белый цвета своими символами.
Символическое значение серебра может меняться в зависимости от того, какой цвет с ним сочетается:
- С красным — радость.
- С синим — победа.
- С зелёным — щедрость, человеколюбие и воздержание.
- С пурпурным — святость и нерушимость обычаев.
- Сочетание серебра и золота — красноречие.

Серебряные шлемы (с золотыми застёжками) во внешних элементах герба могли принадлежать благородным по крови герцогам и графам, в то время, как стальные шлемы с серебряными застёжками, которые также изображались при помощи белого цвета (который в блазировании мог называться серебром), символизировали простых дворян и рыцарей, имеющих древнее происхождение. Серебряные шпоры являлись отличительным знаком щитоносцев и оруженосцев.
В серебряных фигурах (особенно в изображениях орлов и львов) отдельные детали и части тела, очертания фигуры, оперения, суставы, глаза и.т.д, как правило, передавались при помощи чёрного цвета.
Серебряный (белый) цвет на флагах может иметь несколько символических значений: в военной истории — символизирует предостережение и надвигающуюся опасность, возможно, поэтому впоследствии отличительным знаком парламентёра, стал именно белый флаг, тот же флаг выбрасывался  в случае капитуляции.
В средневековой астрономии серебру соответствовала Луна, в алхимии — жемчуг, стихия — вода.